# Pendrikan Lor
Pendrikan Lor is een bestuurslaag in het regentschap Semarang van de provincie Midden-Java, Indonesië. Pendrikan Lor telt 5148 inwoners (volkstelling 2010).